# Église Saint-Alexandre de Tartu
L'église Saint-Alexandre de Tartu, officiellement connue sous le nom d'église paroissiale Saint-Alexandre Nevski (en estonien : Tartu Püha Aleksandri kirik, en russe : Церковь Александра Невского) est une église de l'Église orthodoxe  estonienne de Tartu, en Estonie.

## Histoire
La première pierre de l'église est posée le 27 mai 1914. L'église a été construite dans le style de l'architecture russe sur les plans de Vladimir Lunski. L'église inférieure a été achevée à la fin de 1914 et a été consacrée le 21 novembre. L'église était utilisée par les congrégations orthodoxes russe et estonienne, bien que séparément. L'église supérieure a été achevée un an plus tard et a été consacrée le 26 septembre 1915.

## Occupation soviétique
En 1940, l'église est nationalisée par les autorités soviétiques. Pendant des décennies, elle a été utilisée comme entrepôt par l'Université d'État de Tartu et plus tard par le Musée national d'ethnographie de la RSS d'Estonie. L'église a été restituée à l'Église orthodoxe estonienne en 1995. L'église a été reconsacrée à l'été 2003 par les prêtres Vadim Rebane et le diacre Timothy Vasel.

## Galerie

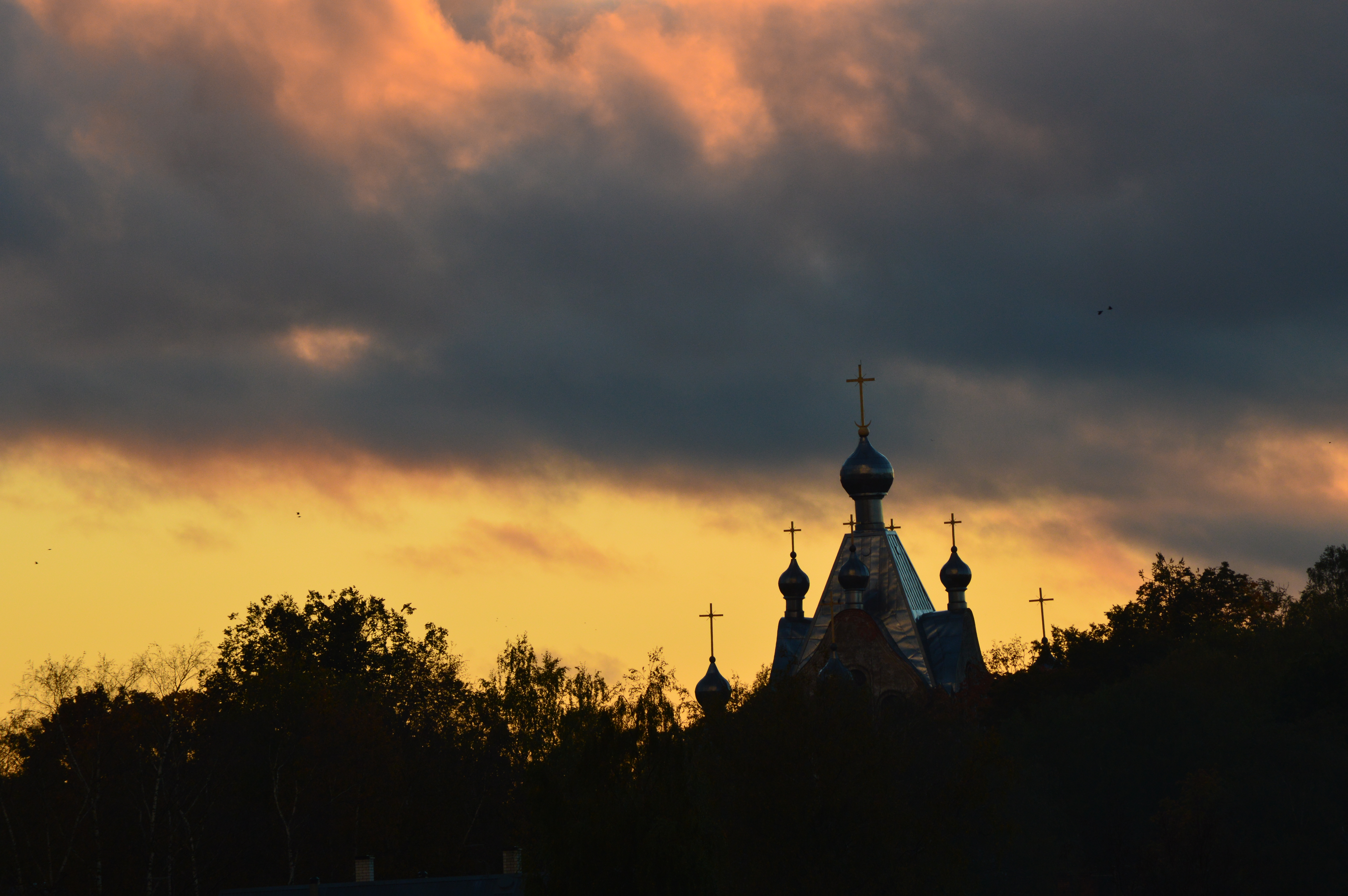
Les dômes de style russe
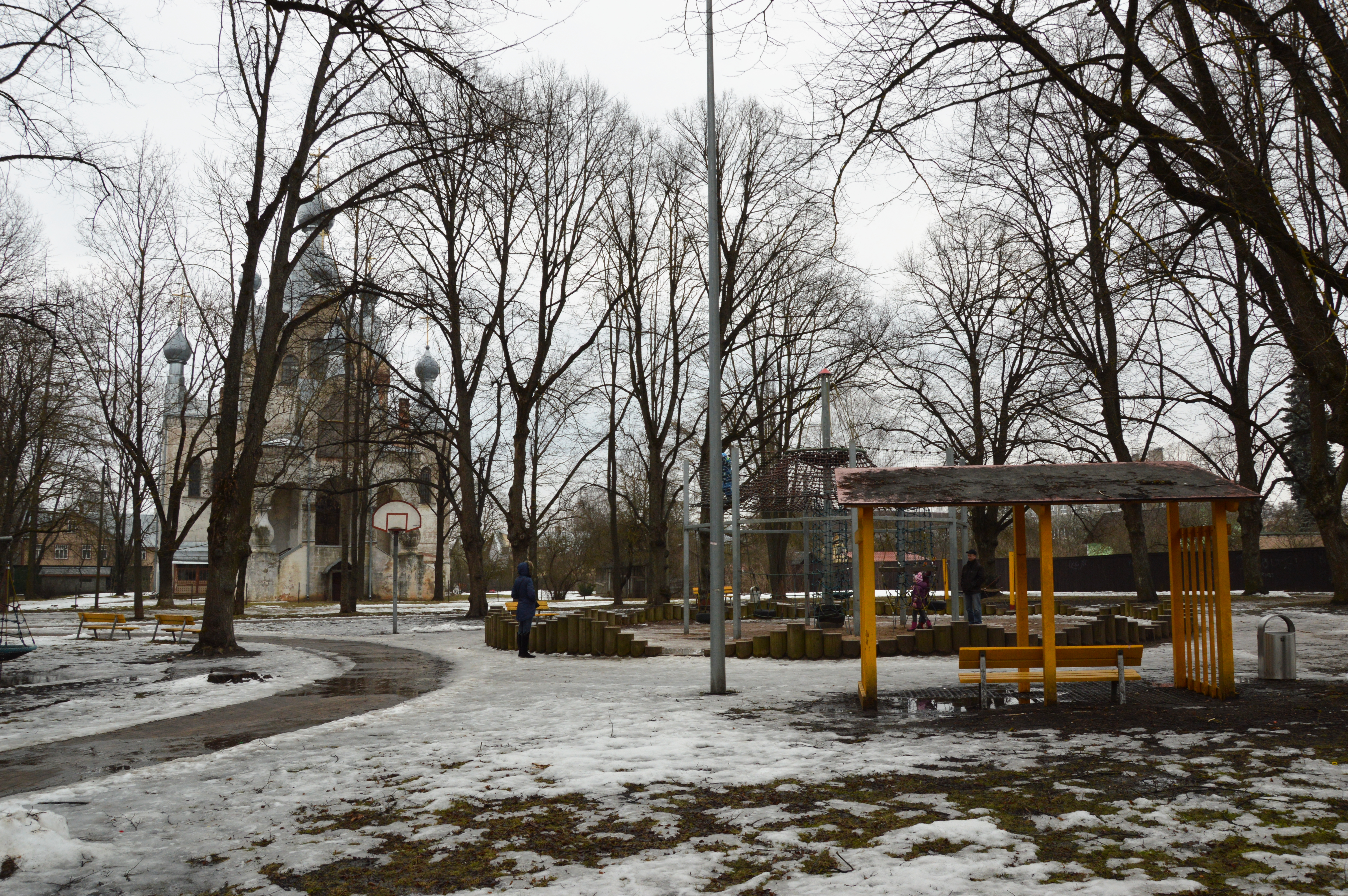
L'église en 2016
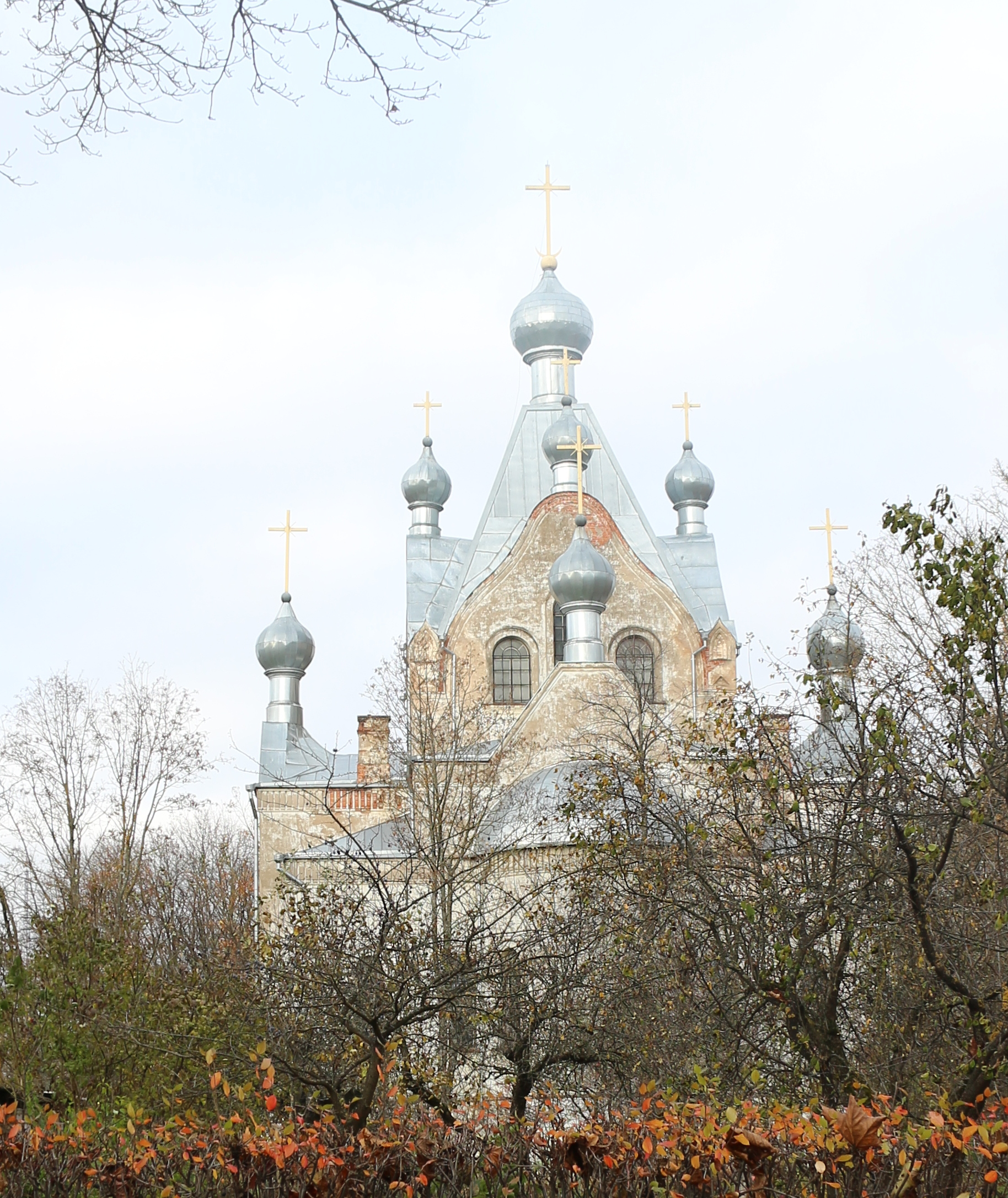
L'église en 2013

## Source de traduction
- (en) Cet article est partiellement ou en totalité issu de l’article de Wikipédia en anglais intitulé « St Alexander's Church, Tartu » (voir la liste des auteurs).